# San Matías (El Salvador)
San Matías es un distrito del municipio de La Libertad Norte en el Departamento de La Libertad, El Salvador, situado en la parte norte del mismo y limitando al norte con el distrito de San Juan Opico. San Matías es un pueblo pequeño con base agrícola y comercial, actualmente cuenta con los servicios de Escuela pública,  servicios médicos (Unidad de Salud), transporte público hacia la Ciudad de Santa Tecla (capital del Dpto. de La Libertad), administrativamente está regida por un Alcalde Municipal y este a su vez asesorado por un Consejo Municipal.
| Censo | Población | Cambio | Porcentaje |
| ----- | --------- | ------ | ---------- |
| 2007  | 7 314     | N/D    | N/D        |
| 2024  | 7 074     | -240   | -3.3%      |

## Historia

### Postindependencia
En el 17 de febrero de 1877, la cámara de diputados de la Asamblea Legíslativa emitió un decreto en que se erigen en pueblo con el nombre de San Matías el valle de Sapullo y sus caseríos inmediatos de La Puebla y Mazajapa, segregándose del municipio de la villa de Opico. En el 23 de enero de 1878, la cámara de senadores dio tercera lectura y puso a discusión el dictamen de la comisión en el proyecto del decreto y lo aprobaron. La cámara de senadores de la Asamblea Legislativa de 1879 dio cuenta con la petición de Gregorio Cornejo sobre erigir en pueblo los valles de Sapuyo y Masajapa en su tercera sesión en el 22 de enero. En el 28 de enero, la cámara dio primera lectura al dictamen de la comisión de gobernación recaído en la solicitud del señor Cornejo. La tercera lectura fue dada en la sesión del 30 de enero y el proyecto de decreto emitido por la cámara de diputados en el 17 de febrero de 1877 es aprobado. El decreto legislativo fue finalmente aprobado y ejecutado por el presidente Rafael Zaldívar en el 31 de enero de 1979 y es publicado en el Diario Oficial del 5 de febrero.
Poco después de la creación del municipio, algunos vecinos del valle de Masajapa solicitaron la suspensión de los efectos del decreto legislativo que erigió el municipio, pero el gobierno declaró sin lugar la solicitud en el 1 de abril.

### Matíanos reconocidos
San Matias es el lugar de nacimiento del General Maximiliano Hernández Martínez, gobernante y dictador de El Salvador, y quien fuera derrocado por una huelga general en 1944.

## Toponimia
Su nombre honra a San Matías Apóstol, santo de la iglesia católica.